# كاسر الحجر مستدير الورق
كاسر الحجر مستدير الورق أو سفرس مستدير الورق هو عشب مزهر ونبات جبال الألب من جنس كاسر الحجر.